# Sarah de Saint-Gilles
Sara de Sancto Aegidio ou Sarah de Saint-Gilles est une femme médecin française juive du XIVe siècle.

## Présentation
Sara de Sancto Aegidio vit à Marseille. Juive, elle est la fille de Davin et la veuve d'un médecin nommé Abraham de Saint-Gilles,,. 
Les archives de Marseille montrent que Sarah est autorisée à prendre des apprenti(e)s et qu'elle choisit d'enseigner aux femmes les arts de la guérison.
Sa pratique et son savoir médical sont mieux connus par un contrat avec son étudiant, Salvetus de Burgonoro (ou Salvet de Bourgneuf) de Salon de Provence, daté du 28 août 1326. Le contrat stipule que Sara de Sancto Aegidio doit l'instruire en médecine pour sept mois ainsi que lui fournir à se loger et se vêtir. En retour, l'étudiant de Sara de Sancto Aegidio doit lui donner toutes les recettes qu'il obtient en tant qu'apprenti : les honoraires obtenus pour le traitement des patients pendant qu'il est sous sa tutelle,. Ce document est l'un des exemples les plus anciens et les mieux étudiés de contrat entre maître et apprenti,.